# Wageningse Studenten Koor en Orkest Vereniging
De Wageningse Studenten Koor en Orkest Vereniging (WSKOV) is een studentenvereniging uit Wageningen die bestaat uit een studentenorkest en een studentenkoor. De leden zijn hoofdzakelijk studenten van de Wageningen Universiteit en belangstellenden uit Wageningen en omgeving. De WSKOV telt in totaal (koor en orkest samen) ongeveer 100 leden.

## Geschiedenis
De WSKOV werd in 1919 opgericht door professor M.J. van Uven, hoogleraar wis- en natuurkunde aan de Landbouw Hogeschool Wageningen, nadat hij op een avond in oktober dat jaar met een aantal studenten in café "Van Brummelen" het gemis aan een muziekvereniging had besproken. Van Uven had zich behalve in de exacte wetenschappen ook in de pedagogiek en in de muziek verdiept, en hij had directie-ervaring opgedaan bij het Utrechtsch Studenten Concert. Bij gebrek aan vrouwelijke studenten werd er nog geen koor opgericht. Het orkest dat wel kon worden opgericht kreeg de naam Wageningse Studenten Orkest (WSO). Het was geen algemeen toegankelijk orkest maar een ondervereniging van het corps. De rond de twintig leden bespeelden voornamelijk strijkinstrumenten. Van Uven arrangeerde de partijen voor de ontbrekende blaasinstrumenten voor piano. Het doel van Van Uven was "alle Wageningsche studenten de gelegenheid te bieden hun muzikale ontwikkeling gaande te houden". Veel mensen voorspelden dat het orkest niet langer dan drie maanden zou bestaan, omdat geld moeilijk te vinden was. Aanvankelijk vonden de repetities bij Van Uven thuis plaats, of bij een van de leden. Al snel werd dat echter te klein, en werd er met hulp van de Landbouw Hogeschool andere repetitieruimte gevonden. Enige tijd was dit de wachtkamer van de hoogleraren in het toenmalige hoofdgebouw van de Landbouw Hogeschool. Het eerste concert werd in 1921 gegeven, voor TBC-patiënten op het Oranje Nassau’s Oord. In de jaren daarna zou het orkest daar regelmatig terugkeren.

## Algemene vereniging
In 1925 werd het orkest een algemeen toegankelijke vereniging, die de naam Wageningse Studenten Orkest Vereniging (WSOV) ging dragen. Muziekinstrumenten die de studenten niet in bezit hadden werden als nodig aangeschaft, en in een instrumentenfonds beheerd. Dit fonds werd de tegenwoordige Van Uven Stichting.

## Tweede Wereldoorlog
Tijdens de oorlogsjaren werden de activiteiten van het orkest stilgelegd, omdat het te moeilijk werd om een goed bezet orkest bij elkaar te houden. In 1941 werd het laatste concert gegeven. In 1942 werd het orkest bovendien verboden door de Nederlandsche Kultuurkamer. In 1945 werden de activiteiten hervat. In dat jaar richtte Van Uven ook een studentenkoor op. Doordat de Landbouw Hogeschool steeds meer vrouwelijke studenten ging trekken, werd dat mogelijk. In 1947 werden koor en orkest geïntegreerd in de Wageningse Studenten Koor en Orkest Vereniging (WSKOV) die nu nog bestaat.

## Naoorlogse periode tot heden
In 1954 stopte Van Uven met de directie van het koor. Raimond Maas werd koordirigent van de WSKOV. De WSKOV heeft sindsdien wel vaker twee dirigenten gehad: een voor het koor en een voor het orkest. Dit is mogelijk doordat koor en orkest meestal afzonderlijk repeteren. In 1957 droeg Van Uven ook de directie van het orkest over, aan Frits Kox, die toen in 1959 Raimond Maas stopte met de koordirectie ook het koor ging dirigeren. Vanaf 1960 leidde Dick Blokbergen koor en orkest, maar voor het koor gebruikte hij regelmatig repetitoren. In 1971 kreeg het koor weer een eigen dirigent (Dick Hollander). In 1977 nam Cees Mobach de orkestdirectie over van Blokbergen. Tot 2008 bleef hij de vaste dirigent van het orkest, waarna Peter Vinken het stokje tijdelijk overnam. Sinds begin 2009 is Frank Adams de dirigent van het orkest. Het koor stond tussen 1978 en 1985 onder leiding van Dineke Adema. Sindsdien werd het koor 30 jaar geleid door Ger Vos, die in mei 2015 afscheid nam na een ter ere van diens 30-jarig jubileum georganiseerde uitvoering van de Carmina Burana. Vanaf eind 2015 wordt het koor geleid door de Letse dirigente Krista Audere.